# Het Schielandshuis
Het Schielandshuis is een gebouw uit de 17e eeuw in het Rotterdamse centrum aan de Korte Hoogstraat. Het werd gebouwd tussen 1662 en 1665 in opdracht van het hoogheemraadschap Schieland.

## Geschiedenis

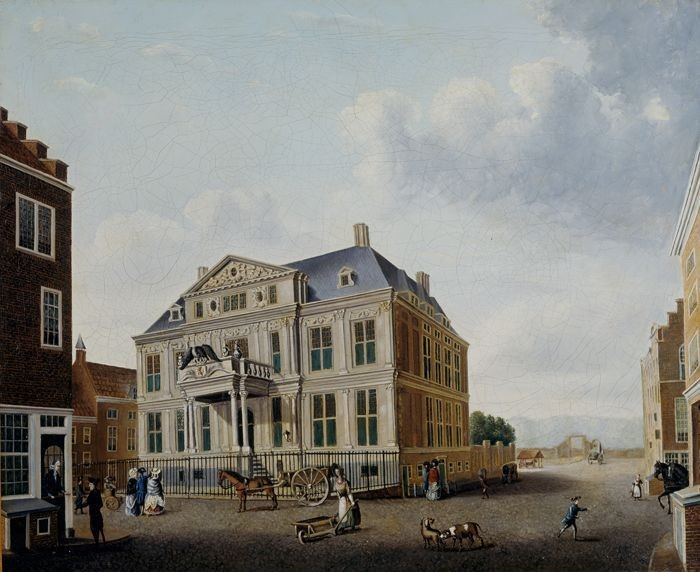
Het Schielandshuis in 1780

Het gebouw met de allure van een stadspaleis zou bijna anderhalve eeuw dienstdoen als onderkomen van het polderbestuur. De architect was vermoedelijk Pieter Post, een autoriteit op het gebied van het Hollands classicisme. Post is onder meer verantwoordelijk voor het stadhuis van Maastricht, de Waag van Leiden en de Waag van Gouda. Samen met Jacob van Campen ontwierp hij het Mauritshuis en Huis ten Bosch.
Er zijn aanwijzingen dat Jacob Lois (ca. 1620-1676), blauwverver van beroep en gepassioneerd amateur-bouwkundige, 'als opsiender van de nieuwe timmeragie' het concept van Post heeft uitgewerkt. Het beeldhouwwerk is uitgevoerd door de uit Brugge afkomstige Rotterdamse beeldhouwer Pieter Rijcx (ca. 1630-1674). Hoe het precies zit, is niet meer te achterhalen: bij een uitslaande brand in 1864 zijn belangrijke documenten verloren gegaan.

### Bezoek Napoleon
De Franse keizer Napoleon I verbleef van 25 tot 27 oktober 1811 in het Schielandshuis, samen met zijn vrouw Marie Louise en een gevolg. Speciaal voor dit bezoek werd al jaren eerder het smeedijzeren hek verwijderd. De reden hiervoor was om het mogelijk te maken dat de koetsen op het voorplein konden voorrijden, vijftien jaar later werd er een nieuw hek geplaatst.
Enkele jaren later bracht Tsaar Alexander I van Rusland een bezoek aan het Schielandshuis, waarbij hij weigerde de kamer te betreden waar Napoleon had geslapen.

### Musea
In 1841 kocht de gemeente Rotterdam het pand om het als een museum in te richten. Men had niet veel om te laten zien, er kwam toen een toezegging vanuit Utrecht dat de verzamelaar F.J.O. Boijmans zijn collectie wilde legateren aan de gemeente Rotterdam, mits zijn naam aan het museum gegeven zou worden en aldus werd besloten. In 1849 werd in het Schielandshuis het Museum Boijmans geopend.

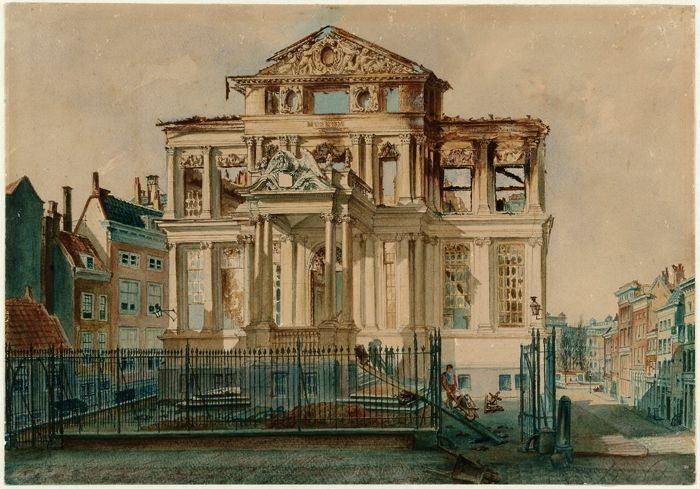
Het Schielandshuis na de brand van 18 februari 1864

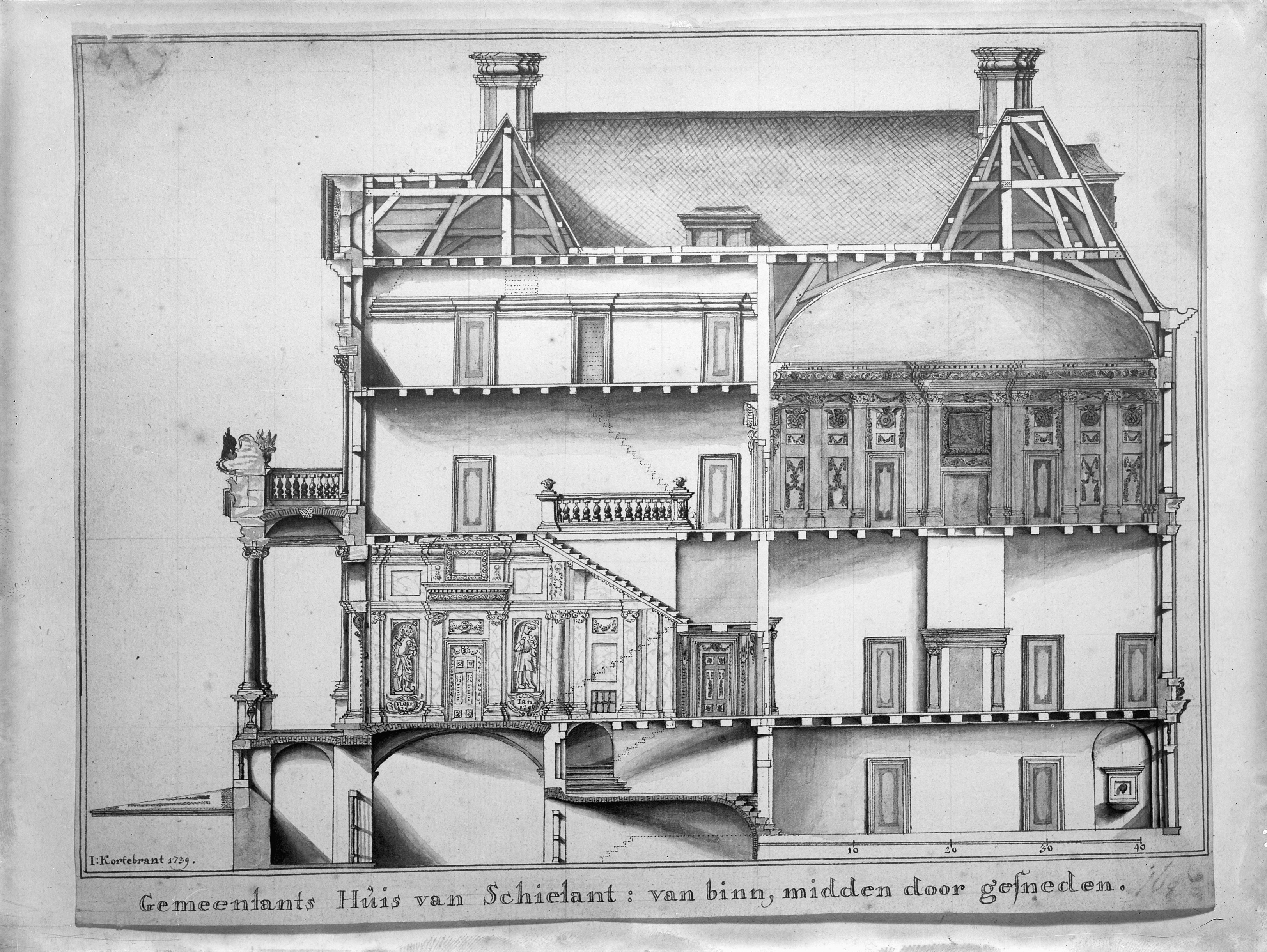
Dwarsdoorsnede (1739)

In 1864 ging bij de brand de schilderijencollectie van Boijmans bijna geheel in vlammen op. In 1867, drie jaar na de brand, werd het gebouw heropend voor het gemeentearchief en museum Boijmans. De slordig uitgevoerde restauratie had van het elegante stadspaleis een grauwe, dichtgepleisterde steenmassa gemaakt.
Het gemeentearchief had in het Schielandshuis een antiquiteitenkamer, die ook voorwerpen verzamelde die voor de stad belangrijk waren geweest. In 1904 werd de Antiquiteitenkamer omgedoopt tot Museum van Oudheden. Daarmee werd de basis gelegd voor het Historisch Museum der Stad Rotterdam. Uit de nalatenschap van D.G. van Beuningen (1877-1955) werd de collectie aanzienlijk uitgebreid.
Met twee musea in een pand groeide de verzameling explosief. Het Schielandshuis werd te klein voor twee afzonderlijke instituten. Museum Boijmans verhuisde in 1935 naar een nieuw gebouw waar het tot op heden is gevestigd als Museum Boijmans Van Beuningen.
Er waren in die tijd plannen het Schielandshuis te restaureren. De oorlog en de wederopbouwperiode doorkruisten die voornemens. Hoewel het pand bij het bombardement van mei 1940 werd gespaard, was de staat van onderhoud zo slecht, dat het in de jaren 1960 op last van de brandweer werd gesloten.
In 1978 nam de gemeenteraad het besluit het Schielandshuis in 17e-eeuwse trant te laten restaureren. In 1986 werd het museum feestelijk heropend. Het rijksmonument raakte sindsdien ingeklemd tussen hoogbouw. In 2011 wijzigde men de naam in Museum Rotterdam om te benadrukken dat het onderwerp de stad is en niet alleen het verleden. In 2016 vertrok Museum Rotterdam naar het Timmerhuis.
Na de verhuizing van het museum kwamen er in 2017 nieuwe gebruikers: Rotterdam Partners, Rotterdam Tourist Information, de Rotterdamse Raad voor Kunst en Cultuur en nai010 Uitgevers. De aanwezige stijlkamers zijn beschikbaar voor zaalverhuur.

## Atlas Van Stolk
Atlas Van Stolk is de naam van een verzameling van bijna 250.000 prenten, kaarten en tekeningen over de geschiedenis van Nederland, genoemd naar de grondlegger Abraham van Stolk. Ze is door de erven Van Stolk in bruikleen toevertrouwd aan de gemeente Rotterdam en was tot 2012 gehuisvest in een deel van het Schielandhuis. Sinds 2022 is de Atlas van Stolk ruimtelijk en organisatorisch ondergebracht in de Bibliotheek Rotterdam.